# دهستان کوه سرده
کوه سرده دهستانی از توابع بخش مرکزی شهرستان ملایر در استان همدان ایران است.

## مردم
مردم این دهستان لر هستند و به زبان لری سخن می گویند.

## جمعیت
براساس سرشماری سال ۱۳۸۵ جمعیت آن ۷٬۲۹۱ نفر (۱٬۸۱۹ خانوار) بوده‌است.